# ИТ-парк имени Башира Рамеева
Технопарк ИТ-парк им. Башира Рамеева — второй технопарк в области информационно-коммуникационных технологий, созданный на территории Республики Татарстан в рамках расширения ИТ-квартала «Сан».
Основная цель технопарка — агрегировать в данном деловом квартале стартапы, IT-компании, творческую инициативную молодёжь и представителей инвестиционных фондов, привлечь в республику людей, которые создадут новые технологические компании. Открытие ИТ-парка прошло 30 августа 2022 г. — в День города Казани и Республики Татарстан.

## Основная информация
В сентябре 2021 года президент Татарстана Рустам Минниханов сообщил, что на базе бывшей фабрики появится технопарк для IT-компаний. Он станет продолжением IT-квартала «Сан» — неформального цифрового кластера, в который входят ИТ-парк на Петербургской, «Школа 21» от «Сбербанка», бизнес-центры «Сувар» и Urban, а также Технопарк «Идея». Исполнение проекта было поручено Минцифры РТ и команде ИТ-парка. Всё здание занимает 49 300 м², из которых 2 000 м² это эксплуатируемая кровля под мероприятия на открытом воздухе. Остальные 47 000 м² поделены между коворкингом, офисными помещениями (16 000 м²) и инфраструктурными элементами. В них также входит детский ИТ-парк — одно из самых больших пространств для детского дополнительного образования в Казани (2 000 м²), «Киберпарк арена» с максимальными количеством игровых мест в России (1 350 м²), «Цифровая библиотека» (коворкинг повышенного уровня комфорта), концертный зал с крупнейшим радиусным экраном 5 на 18 метров, стартап-хаб, ориентированный на инкубацию и акселерацию молодых компаний.

## Пространства
В ИТ-парке им. Башира Рамеева, расположены: офисы ведущих ИТ-компаний Республики Татарстан и России в целом, коворкинг, платные переговорные, детский технопарк, конференц-залы, Стартап-хаб, Киберпарк Арена и другие общественные пространства.

## Руководство
- Руслан Игоревич Власов — генеральный директор
- Даниил Алмазович Мистеев — директором «Детского ИТ-Парка»

## Критика
Новый ИТ-парк стал экскурсионным местом для иностранных делегатов из других стран или делегатов из правительства регионов России. Для многих новое пространство стало символом демонстрации ИТ-развития и трансформации Республики. ИТ-парк стал известен как символ Года Цифровизации (2022), прошедшего в Татарстане.
ИТ-парк им. Башира Рамеева, подвергся массовой критике со стороны жителей Республики Татарстан. Многие жаловались не непродуманную эффективность. Также часть жителей высказалась в отсутствии нужды в новом ИТ-парке.